# 109330 Clemente
109330 Clemente este o planetă minoră (asteroid), cu un diametru de 3,846 km, din centura de asteroizi. A fost descoperită pe 24 august 2001 la Goodricke-Pigott Observatory⁠(d) de Roy A. Tucker⁠(d) și a fost numită după Roberto Clemente⁠(d). 
Obiectul prezintă o orbită caracterizată de o semiaxă mare de 3,0142593040752 UAi, o excentricitate de 0,09, o înclinație de 11,8 ° în raport cu ecliptica.